# Charlie Sitton
 (octobre 2019).
Si vous disposez d'ouvrages ou d'articles de référence ou si vous connaissez des sites web de qualité traitant du thème abordé ici, merci de compléter l'article en donnant les références utiles à sa vérifiabilité et en les liant à la section « Notes et références ».
Pour les articles homonymes, voir Sitton.
Charles E. « Charlie » Sitton, né le 3 juillet 1962 à McMinnville, est un joueur américain de basket-ball.

## Biographie
Sélectionné à la Draft 1984 de la NBA par les Mavericks de Dallas, il y joue de 1984 à 1985 avant de rejoindre l'Europe est le Basket Brescia (1986–1988) puis le Reyer Maschile Venezia (1988–1989).
Il a remporté une médaille d'or aux Jeux panaméricains de 1983.
Il fait partie de l'Oregon Sports Hall of Fame (en) notamment pour sa participation à l'équipe des Beavers d'Oregon State lorsqu'il étudiait à l'université d'État de l'Oregon.